# The Texican
The Texican (Brasil: Texano, O Bandoleiro Temerário ) é um filme hispano-estadunidense de 1966 do gênero faroeste, dirigido por Lesley Selander e estrelado por Audie Murphy e Broderick Crawford.
Murphy foi para Barcelona rodar este filme de elenco predominantemente espanhol (mas todo falado em inglês). O título original refere-se ao nome (texicanos) dado pelos mexicanos aos foras-da-lei e demais fugitivos vindos do Texas buscar refúgio ao sul do Rio Grande.

## Sinopse
Refugiado no México, o ex-xerife caido em desgraça Jess Carlin fica sabendo que seu irmão Roy foi assassinado. O jornal de Roy vinha trazendo denúncias de corrupção contra Luke Starr, o dono do saloon de Rimrock, Texas. Jess cruza a fronteira novamente à procura de provas contra Luke. Ele conta com a ajuda da dançarina Kit O'Neal para conseguir seu intento.

## Elenco
| Ator/Atriz         | Personagem  |
| ------------------ | ----------- |
| Audie Murphy       | Jess Carlin |
| Broderick Crawford | Luke Starr  |
| Diana Lorys        | Kit O'Neil  |
| Luz Marquez        | Sandy Adams |
| Antonio Casas      | Frank Brady |
| Antonio Molino     | Harv        |
| Aldo Sambrell      | Gil Rio     |